# Полевич
Полевич (пол. Polewicz) — село в Польщі, у гміні Вільґа Ґарволінського повіту Мазовецького воєводства.
У 1975-1998 роках село належало до Седлецького воєводства.